# Guilhermina Suggia

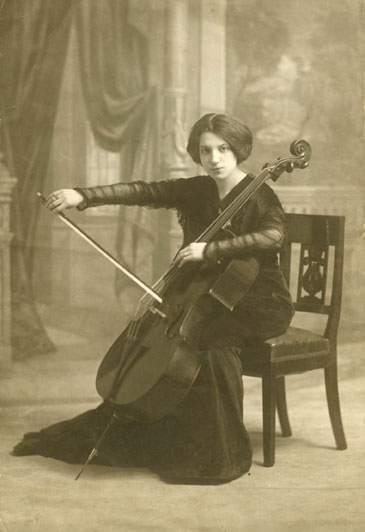
Guilhermina Augusta Xavier de Medin Suggia

Guilhermina Augusta Xavier de Medim Suggia Carteado Mena (Porto, 27 giugno 1885 – 30 luglio 1950) è stata una violoncellista portoghese.

## Biografia
All'età di 5 anni si interessò di musica, ebbe diversi maestri il primo fu suo padre. Studiò a Lipsia con Julius Klengel, terminando gli studi all'età di 18 anni. Dal 1907 al 1913 ha vissuto e lavorato a Parigi con il violoncellista Pau Casals. Fu una delle prime donne ad avviare una carriera professionale di violoncellista.

## Riconoscimenti
- Ordine di San Giacomo della Spada, 1923 e poi salì di grado nel 1937, riconoscimento dato di rado alle donne[2]
- Ordine del Cristo